# Pet Sounds Live
| Recensione                    | Giudizio |
| ----------------------------- | -------- |
| AllMusic                      | [ 1 ]    |
| The Rolling Stone Album Guide | [ 2 ]    |

Brian Wilson Presents Pet Sounds Live è il secondo album dal vivo del cantautore statunitense Brian Wilson, pubblicato nel 2004. Nel disco Wilson rivisita in versione integrale l'album Pet Sounds (1966) dei Beach Boys.

## Descrizione
A partire dall'estate 2002, Wilson e la sua band iniziarono ad eseguire dal vivo Pet Sounds in tournée. Il materiale registrato per l'album Pet Sounds Live fu tratto dalle tre serate al Royal Festival Hall di Londra del gennaio 2004. Brian canta tutti i brani, incluse canzoni che nell'originale erano cantate da Mike Love (come That's Not Me e Here Today) o Carl Wilson (God Only Knows).

## Tracce
- Tutti i brani sono opera di Brian Wilson e Tony Asher, eccetto dove indicato diversamente.

1. Show intro – 0:30
2. Wouldn't It Be Nice (Brian Wilson, Tony Asher, Mike Love) – 2:54
3. You Still Believe in Me – 3:04
4. That's Not Me – 2:22
5. Don't Talk (Put Your Head on My Shoulder) – 3:07
6. I'm Waiting for the Day (Brian Wilson, Mike Love) – 3:30
7. Let's Go Away for Awhile (Brian Wilson) – 2:51
8. Sloop John B (tradizionale; arrangiato da Brian Wilson) – 3:26
9. God Only Knows – 3:13
10. I Know There's an Answer (Brian Wilson, Terry Sachen, Mike Love) – 3:05
11. Here Today – 3:15
12. I Just Wasn't Made for These Times – 3:30
13. Do Wah Diddy Diddy - 3:29
14. I've Been Working on the Railroad - 1:53
15. Pet Sounds (Brian Wilson) – 4:06
16. Caroline, No – 4:16

## Formazione
- Brian Wilson – voce, tastiere, arrangiamento
- Brain Wilson - cori, percussioni
- Scott Bennett – tastiere, vibrafono, percussioni, cori
- Jeffrey Foskett, Nick Walusko – chitarra, cori
- Probyn Gregory – chitarra, corno inglese, tromba, Theremin, tastiere, cori
- Jim Hines – batteria, cori
- Bob Lizik – basso
- Paul Mertens – sax tenore e baritono, flauto, clarinetto, armonica a bocca
- Taylor Mills – percussioni, cori
- Andy Paley – percussioni, chitarra
- Darian Sahanaja – tastiere, vibrafono, cori